# Aleksandra Vrebalov
Aleksandra Vrebalov (Novi Sad, 22. septembar 1970) srpska je kompozitorka i pedagog iz Novog Sada.

## Biografija
Studije je završila na Akademiji umetnosti u Novom Sadu u klasi Miroslava Štatkića, potom u Sjedinjenim Američkim Državama na konzervatorijumu u San Francisku i  Univerzitetu Mičigen (PhD). Pisala je muziku raznih žanrova, a za njenu afirmaciju je svakako najznačanija saradnja sa kvartetom Kronos.

## Najznačajnija dela
- Orbite, za orkestar (2002);
- The Widow's Broom, balet (2004);
- Mileva, opera (2011); itd.

## Spoljašnje veze
- Official website of Aleksandra Vrebalov
- Dnevnik Interview
- (opera "Mileva")